# Selbstladepistole Modell 1935S
Die Selbstladepistole Modell 1935S ist eine französische Selbstladepistole im Kaliber 7,65 × 20 mm.

## Geschichte
Nach dem Ersten Weltkrieg stand in Frankreich die Frage nach der Vereinheitlichung der Faustfeuerwaffen auf der Tagesordnung. Dazu wurden verschiedene ausländische Modelle evaluiert. Das französische Militär war von der US-amerikanischen Ordonnanzpistole Colt M1911 überzeugt, befürwortete jedoch eine Eigenentwicklung im französischen Kaliber 7,65 × 20 mm. Neben der von Charles Petter bei Société Alsacienne de Constructions Mécaniques in Cholet entworfenen Selbstladepistole Modell 1935A, wurde 1937/38 auch das Modell der Société Manufacturière d’Armes (MAS) unter Bezeichnung Pistolet automatique modèle 1935S in die Bewaffnung der französischen Streitkräfte aufgenommen. Das Suffix S steht für St. Etienne.
1404 Pistolen wurden bis zum Beginn des Zweiten Weltkriegs hergestellt. Nach der Befreiung Frankreichs wurde die Produktion wieder unter französischer Regie weitergeführt und noch einmal 5281 Waffen hergestellt. Nach 1945 wurde das Modell 1935S bei verschiedenen anderen französischen Herstellern produziert.
- Manufacture Française d’Armes et Cycles de Saint Étienne (Manufrance): etwa 8000 Stück, die zusätzlich zur Punze M.A.S mit MF auf der rechten Schlittenseite gemarkt wurden.
- Manufacture Nationale d’Armes de Chatellerault (MAC): 50.087 Stück, gemarkt M.A.C.
- Societe d’Applications Generales d’Electricite et de la Mecanique (SAGEM): 10.000  Stück, gemarkt SAGEM.[1]

## Technik

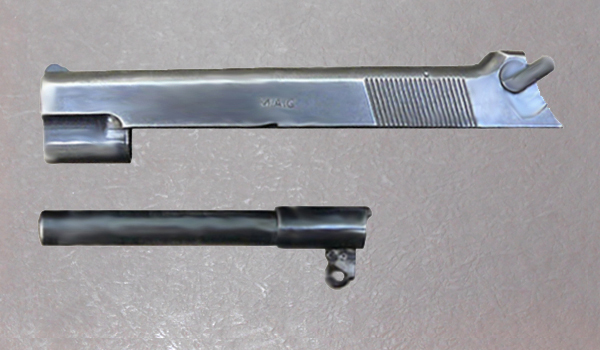
Lauf und Schlitten

Das Modell 1935S ist ein Rückstoßlader mit kurz zurückgleitendem Lauf und Riegelverschluss (modifiziertes Browning-System). Die Verriegelung erfolgt über eine wulstartige Verdickung des Laufes im Hülsenauswurffenster des Schlittens, der Lauf ist durch ein Kettenglied mit dem Rahmen verbunden. Weitere Unterschiede zur Selbstladepistole Modell 1935A bestehen im Äußeren, so ragt die Laufmündung aus dem Schlitten heraus, und beim Sicherungshebel, der im gesicherten Modus nach vorn statt nach oben zeigt. Bei den bei MAC produzierten Pistolen wurde die Sicherung später nach dem Vorbild des Modell 1935A abgeändert.
Teile und Baugruppen sind nicht mit dem Modell 1935A austauschbar.
Die Abzugsbaugruppe ist als eine Einheit zusammengefasst und lässt sich im Ganzen aus der Waffe entnehmen. Diese Konstruktion gleicht der im selben Zeitraum entstandenen Tokarew TT-33.
Das Modell 1935S ist ein Hahnspanner, der Sicherungshebel befindet sich auf der linken Seite des Schlittens. Die Sicherung blockiert den Hammer. Auf eine Griffsicherung und einen Entspannhebel wie beim Colt 1911 wurde verzichtet, eine Magazinsicherung verhindert die Schussabgabe bei entferntem Magazin. Auf der linken Rahmenseite befindet sich der Schlittenfanghebel und hinter dem Abzugsbügel der Magazinhalteknopf.
Auf der Oberseite des Schlittens befindet sich der fühlbare Ladeindikator, der nach oben herausragt, wenn sich eine Patrone im Lauf befindet.

## Weiterentwicklungen
Die Schweizerische Industrie-Gesellschaft (SIG) hatte 1937 eine Lizenz für die Produktion des Modells 1935S erworben. Dies war die P 47/8 im Kaliber 7,65 × 21 mm Luger. Später entstand daraus die SIG P210 im Kaliber 9 × 19 mm.